# Neunkirchen am Brand
Neunkirchen am Brand (eller Neunkirchen a.Brand) er en købstad (markt) i Landkreis Forchheim i Regierungsbezirk Oberfranken i den tyske delstat Bayern.

## Geografi
Neunkirchen am Brand ligger omkring 12 kilometer øst for Erlangen ved foden af Hetzleserbjergene, og er en del af industriområdet Nürnberg-Erlangen.

### Nabokommuner
- Hetzles im Norden
- Gräfenberg im Nordosten
- Igensdorf im Osten
- Kleinsendelbach im Südosten
- Dormitz und Uttenreuth im Südwesten
- Marloffstein im Westen
- Langensendelbach im Nordwesten

### Bydele, landsbyer og bebyggelser
- Neunkirchen am Brand (5.995 indbyggere)
- Baad (85 indbyggere)
- Ebersbach (250 indbyggere)
- Ermreuth (921 indbyggere)
- Großenbuch (575 indbyggere)
- Rödlas (149 indbyggere)
- Rosenbach (261 indbyggere)
- Gleisenhof
- Wellucken (7 indbyggere)
- Bebyggelserne Vogelhof og Saarmühle.

(indbyggertal pr. 31. december 2006).
- Lade ved det gamle kloster Klosters
- St.-Michaelskirke, der er en del af klosteret
- Evangelische Christuskirche
- Det nye rådhus i den gamle klosterskole
- "Gugelkapelle"
- Erlanger Tor i den gamle bymur